# Semiotellus nudus
Semiotellus nudus – gatunek błonkówki z rodziny Systasidae i podrodziny Systasinae.
Gatunek ten został opisany w 1999 roku przez Hui Xiao i Huanga Daweia.
Samica ma ciało długości 3 mm, ubarwione niebieskawozielono z czarnymi czułkami i żółtawymi stopami. Czułki o słabo zaznaczonej buławce. Szwy buławkowe ustawione do siebie pod kątem prostym. Wysokość oka wynosi około połowy wysokości głowy. Odległość między przyoczkami tylnymi jest trzykrotnie mniejsza od odległości między przyoczkiem tylnym a okiem złożonym. Tułów silnie urzeźbiony. Na poztułowiu obecne pełne żeberko środkowe. Przednie skrzydła z dużym speculum i nagą komórką bazalną. Gaster jest około 2,5 raza dłuższy niż szeroki.
Błonkówka znana tylko z Pekinu w Chinach.